# گیلکرست (کلرادو)
گیلکرست (به انگلیسی: Gilcrest) شهری در ایالت کلرادو کشور ایالات متحده آمریکا است که جمعیت آن در سرشماری سال ۲۰۱۰ میلادی، ۱٬۰۳۴ نفر بوده‌است.